# Darantasia goldei
Darantasia goldei är en fjärilsart som beskrevs av George Francis Hampson 1900. Darantasia goldei ingår i släktet Darantasia och familjen björnspinnare. Inga underarter finns listade i Catalogue of Life.